# Oustia (Russie)
Pour les articles homonymes, voir Oustia.
La rivière Oustia (en russe : Устья) est un cours d'eau de l'oblast d'Arkhangelsk, en Russie, et un affluent de la Vaga, dans le bassin de la Dvina septentrionale.
L'Oustia est longue de 477 km et draine un bassin de 17 500 km2.